# 石岡繁雄
石岡 繁雄（いしおか しげお、1918年1月25日 - 2006年8月15日）は、日本の応用物理学者、登山家。ナイロンザイル事件の追究を通じ登山用品の安全性向上に貢献した。三重県鈴鹿市の山岳会、岩稜会会長を歴任した。日本山岳会東海支部名誉会員。鈴鹿工業高等専門学校教授。日本山岳会会員（1953−1996年）。

## 経歴
父の移民先である、アメリカ合衆国カリフォルニア州サクラメントにて生まれる。3歳で父の故郷である愛知県愛西市に父とともに帰国する。
愛知県立旧制津島中学校（現・愛知県立津島高等学校）、旧制第八高等学校をへて、1940年（昭和15年） 名古屋帝国大学工学部電気学科卒業。
旧制三重県立神戸中学校（現・三重県立神戸高等学校）教員、名古屋大学職員をへて、1964年（昭和39年）に豊田工業高等専門学校の助教授となる。1969年には同校教授となり、1971年から1983年鈴鹿工業高等専門学校教授を務める。退職後、石岡高所安全研究所を設立した。
2006年8月15日、大動脈瘤破裂により死去。88歳没。

## 登山家として
旧制第八高等学校、名古屋帝大の山岳部で活動、穂高山域の岩場の初登攀に挑戦。1947年7月、「登攀不可能」と登山界で怖れられていた上高地の奥の横尾谷に高さ約600メートル、垂直に近くそそり立つ穂高・屏風岩の中央カンテ（岩壁突出部）の初登攀に成功した。
この初登攀は教壇に立ち、自ら山岳部長をつとめる旧制の三重県立神戸（かんべ）中学校（現・三重県立神戸高等学校）の山岳部員ら2名と共に行われた。現代のような登攀器具がない時代だったため、投げ縄を用いて挑戦した。初登攀を果たした後、「中学生ら未成年者を生命の危険にさらした」「岩登りの規範にない投げ縄を使った」の批判が一部から出た。しかし、正当な初登攀と認知された。
また、「登攀は登山靴でなければならないと言われていたが、登山靴が手に入らない（時代だった）ため、地下足袋を履いた岩登りであった」と自ら明らかにした。屏風岩への挑戦の動機は、「この岩壁を外国人登山家に征服されたら、日本の登山界の不名誉となる」であり、その成功は「正面コース遂に落つ」と報じられ（1947年8月3日朝日新聞）、第二次大戦後の沈滞していた日本登山界に驚きをもたらた。
屏風岩登攀に先立つ1946年3月、三重県鈴鹿市に旧制・神戸中学山岳部の卒業生らを中心とした民間の山岳会「岩稜会」をつくり会長となり、鈴鹿山系の御在所岳・藤内壁（三重県）などで岩壁登攀の訓練を行う。会員の希望などから会の活動を穂高山域の未踏岩壁、未踏ルートに求める先鋭的登山に定めて、戦前と戦後の価値観の断絶、落差の大きさに方向性を見失いがちだった敗戦後の青少年たちを山の魅力へと導いた。

## ナイロンザイル事件
1955年1月、前穂高岳東壁の冬期初登攀を目指した岩稜会パーティの直径8ミリのナイロンロープ（以下ザイル）が岩角で簡単に切断し、実弟を失う事故に遭遇する。
当時、ナイロンザイルが岩角に弱いという欠陥は、一般には知られていなかった。その後もザイルメーカーらは、欠陥を認めずに、ナイロンザイルに起因する事故が多発した。
以後二十余年にわたって、自らの学識に基づいて実験を行うなど、ナイロンザイルに関する研究活動を展開した。また、登山者の安全のためにナイロンザイルの岩角での弱さをザイルメーカー、日本山岳会が認めるよう、運動を展開した。
1975年、旧・通商産業省は石岡を登山用ザイル安全調査委員とし、登山用ロープの安全基準を世界で初めて設けた。これによって石岡らの主張の正当性は社会に認められた。
1978年、岩稜会は、「社会体育優良団体」として文部大臣表彰を受けた。
鈴鹿高専退職後、石岡高所安全研究所をつくり、一般にも普及したナイロンザイルの切断メカニズムの研究や鑑定、登山器具、福祉器具の開発などに傾注した。
ナイロンザイルの岩角欠陥の究明から始まった研究は、ビル火災の際に高層階窓から安全に脱出できる携帯用自動降下装置や冬期登山の氷結急斜面でザイルパートナーの滑落、転落を止めるピッケル、岩壁登攀中の滑落が転落死につながることを防ぐため登山者が装着する緩衝装置（ショックアブソーバー）などの開発に結実、特許の取得にまで及んだ。
資料は石岡の死後、母校である名古屋大学へ寄贈・寄託された。

## 著書
- 「屏風岩登攀記」（中公文庫）
- 「穂高の岩場 上・下」（岩稜会編・監修）
- 「ザイルに導かれて―登山家石岡繁雄の半生」（地方・小出版流通センター ）
- 「石岡繁雄が語る 氷壁・ナイロンザイル事件の真実」（共著）（あるむ）

## リンク
- 登山家 石岡繁雄の一生 - 石岡の次女が作成したサイト